# Spansk färgglim
Spansk färgglim (Silene secundiflora) är en nejlikväxtart som beskrevs av Carl Adolf Otth. Spansk färgglim ingår i släktet glimmar, och familjen nejlikväxter. Arten har ej påträffats i Sverige.

## Bildgalleri

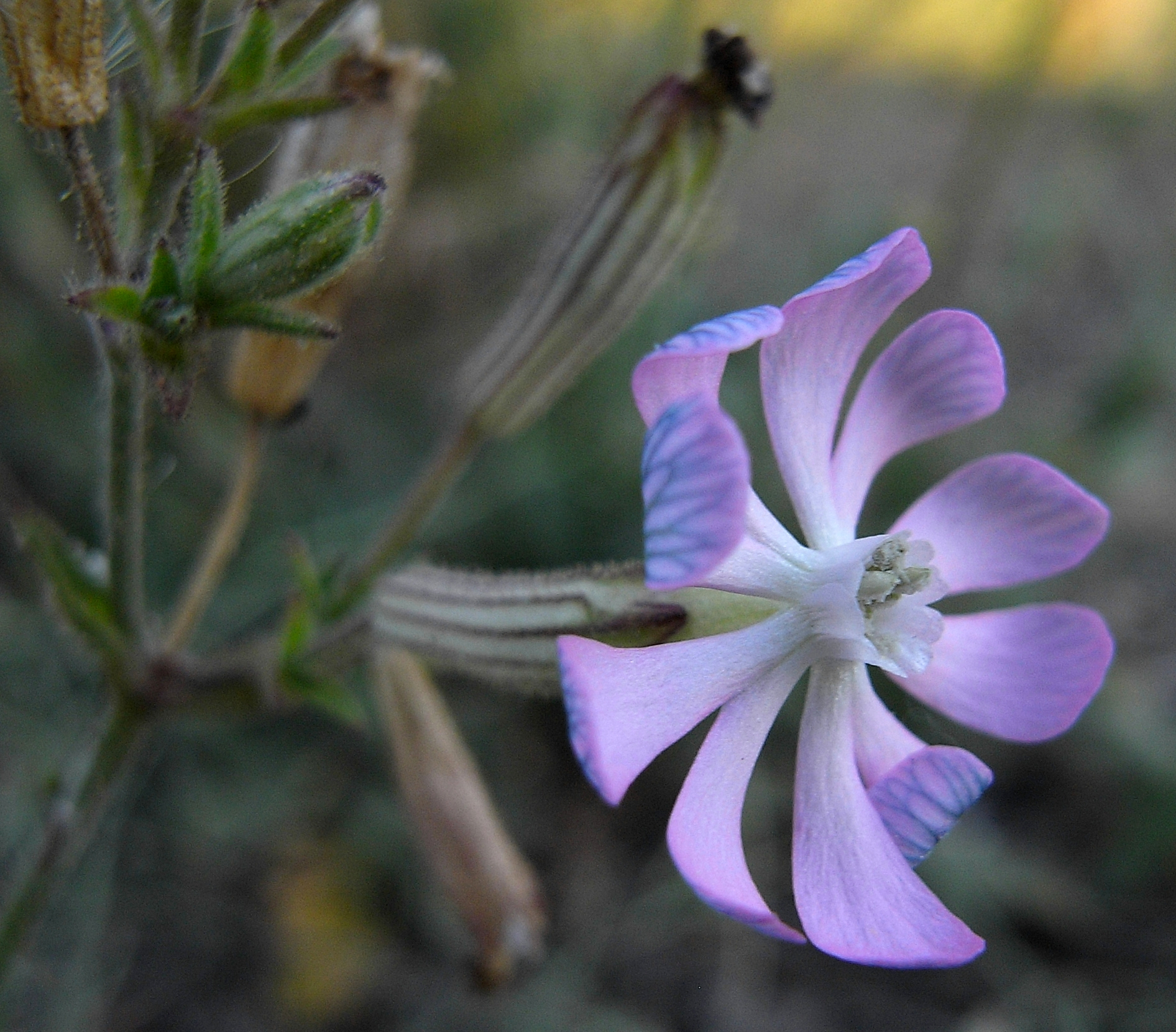
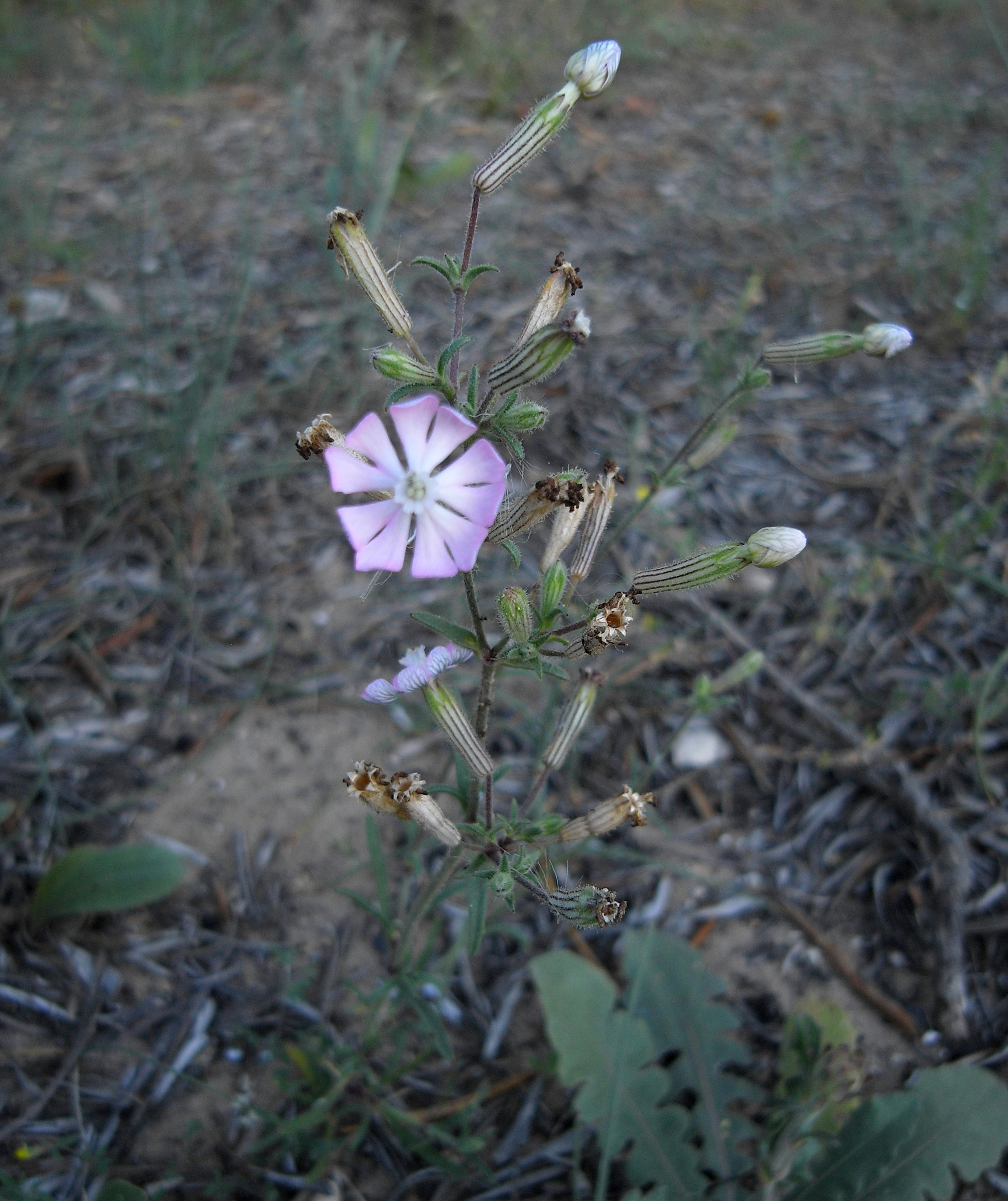